# Soyuz MS-09
Soyuz MS-09 foi uma missão à Estação Espacial Internacional e a 138ª missão do programa russo Soyuz iniciado em 1967. Ela transportou três astronautas, um russo, um alemão e uma norte-americana, que se integraram à tripulação residente levada no voo anterior, Soyuz MS-08, completando a Expedição 56 na estação. Durante a estadia em órbita os tripulantes também integraram a Expedição 57. O lançamento da espaçonave ocorreu em 6 de junho de 2018. Ela permaneceu acoplada à estação servindo como veículo de escape de emergência durante seis meses e meio e retornou à Terra em 20 de dezembro de 2018. A missão ficou caracterizada por ser o primeiro voo de uma Soyuz à ISS onde foi necessário um reparo externo de emergência na nave.

## Tripulação
| Posição             | Cosmo/Astronauta        |
| ------------------- | ----------------------- |
| Comandante          | Sergey Prokopyev        |
| Engenheiro de voo 1 | Alexander Gerst         |
| Engenheira de voo 2 | Serena Auñón-Chancellor |

## Insígnia
Desenhada por Luc van den Abeelen, o formato circular da insígnia mostra o globo terrestre, dentro do qual pode ser visto a montanha  Belukha, o pico mais alto da cordilheira  Altai, que é o sinal de chamada da missão. Um trio de cisnes brancos voando sobre a Terra em direção à ISS representa os três tripulantes. As seis estrelas no fundo negro representam os membros que integram sucessivamente as expedições no espaço. A silhueta dourada da estação é mostrada no topo do emblema; abaixo dela estão o nome da espaçonave, com a logomarca da Roskosmos no meio,  e os números das expedições que seus tripulantes integrarão. Na borda interna inferior estão os nomes dos tripulantes, com o nome do comandante exatamente abaixo da nave Soyuz desenhada. Na borda externa estão as bandeiras nacionais da tripulação.

## Lançamento e acoplagem
A missão foi lançada do Cosmódromo de Baikonur às 11h12 UTC (17h12 hora local) de 6 de junho de 2018. Além dos tripulantes originais, o comandante russo Sergey Prokopyev e o astronauta alemão da ESA Alexander Ferst, ela contou com norte-americana Serena Auñón-Chancellor, transferida da tripulação reserva para a tripulação principal em janeiro em substituição a Jeanette Epps, designada para funções no Centro Espacial Johnson, em Houston. Após dois dias em voo orbital e 34 órbitas completadas, ela atracou automaticamente no módulo Rassvet da estação às 13h01 UTC de 8 de junho, seis minutos antes do planejado. Ela permaneceu acoplada como nave de escape de emergência pelos seis meses seguintes.

## Vazamento

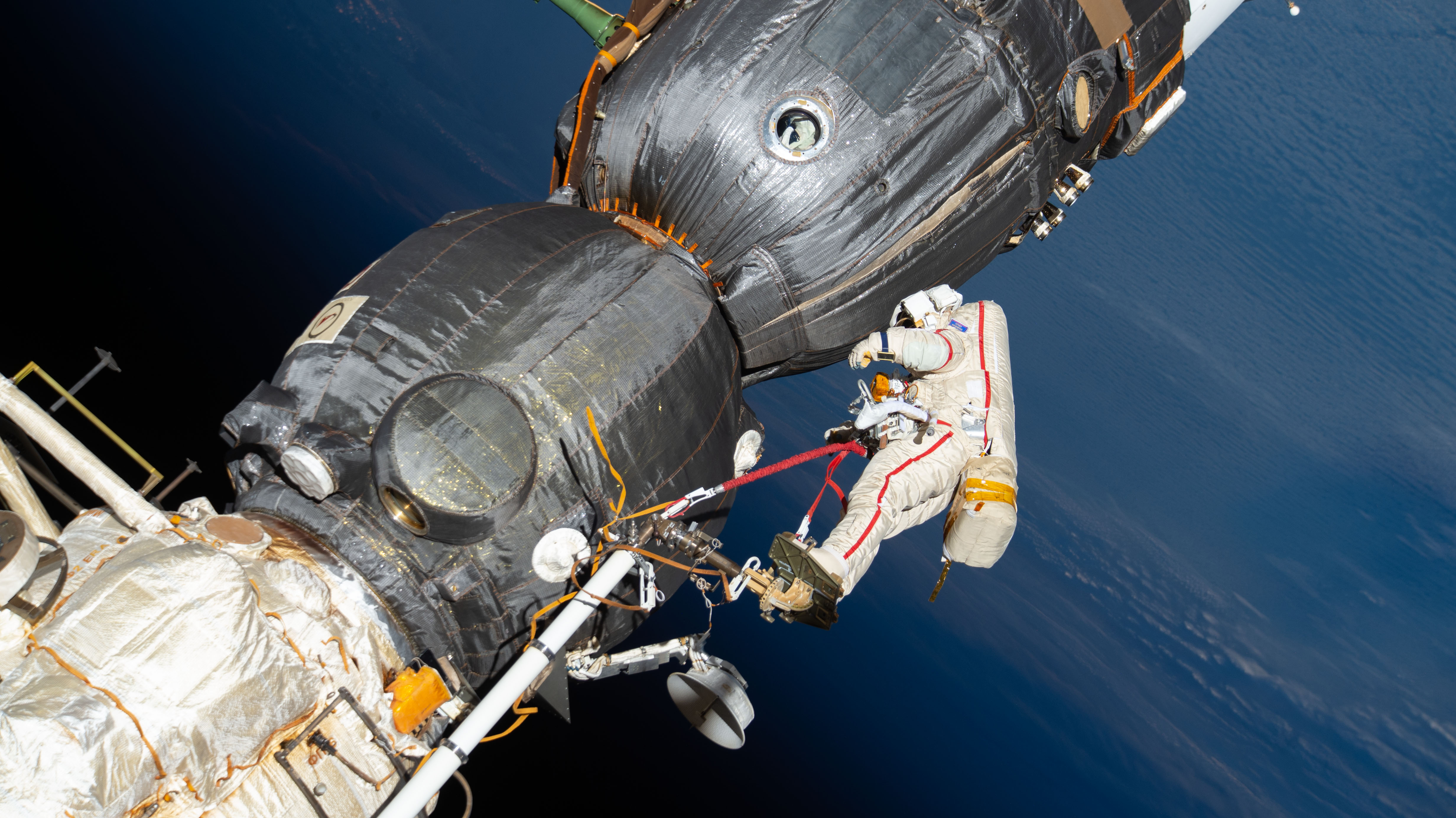
O cosmonauta Oleg Kononenko durante AEV examinando o casco externo, de pé num guindaste.

Durante a noite de 29 de agosto de 2018, um pequeno vazamento de ar na ISS foi notado pelo controle de terra. Um furo de 2 mm no módulo orbital foi descoberto, que depois foi dito ter sido "escondido com um remendo de baixa qualidade". Este furo permitia que uma pequena quantidade de pressão e atmosfera interna da nave vazasse para o espaço. Pelo próprio interior da nave, os tripulantes russos usaram uma fita isolante especial para selar o vazamento de forma temporária, enquanto uma solução final era pensada. O vazamento foi selado de forma bem-sucedida com o uso de um kit de reparos a base de epóxi, e não foram notadas mudanças adicionais na pressão do ar em 31 de agosto. Em 4 de setembro de 2018, a Roskosmos divulgou que o furo foi criado por uma furadeira, mas não se sabia se foi acidental ou proposital. Oficiais russos indicaram que o furo foi feito durante a montagem. Foi até especulado que algum tripulante da NASA teria feito o buraco.
Em 11 de dezembro de 2018, os cosmonautas Oleg Kononenko e Sergey Prokopyev conduziram uma atividade extraveicular onde cortaram os protetores térmicos e removeram o isolamento, com o objetivo de examinar o casco externo, tirar fotos da área e tirar amostras de resíduo para serem usados na investigação. como  o furo se encontrava no módulo orbital, que é descartado antes da reentrada na atmosfera, o retorno da tripulação não estava colocado em risco. Prokopyev declarou que o furo foi feito do interior; entretanto, não se sabe quando foi feito.
Em setembro de 2019, o chefe da Roscosmos Dimitry Rogozin disse que sabe exatamente o que aconteceu, mas que a agência manterá essa informação sub sigilo.

## Desacoplagem e pouso
O retorno da tripulação da MS-09 foi atrasado por algum tempo devido a falha da Soyuz MS-10 (até a chegada da próxima tripulação na MS-11), cujos foguetes explodiram durante a ascensão – a tripulação ejetou a cápsula do corpo do foguete e pousou ilesa. Adiada por nove dias, a desacoplagem ocorreu às 01h42 UTC de 20 de dezembro e a MS-09 pousou em segurança nas estepes cobertas de neve do Cazaquistão, às 05h03 UTC, 147 km a sudeste da cidade de Dzhezkazgan.

## Galeria

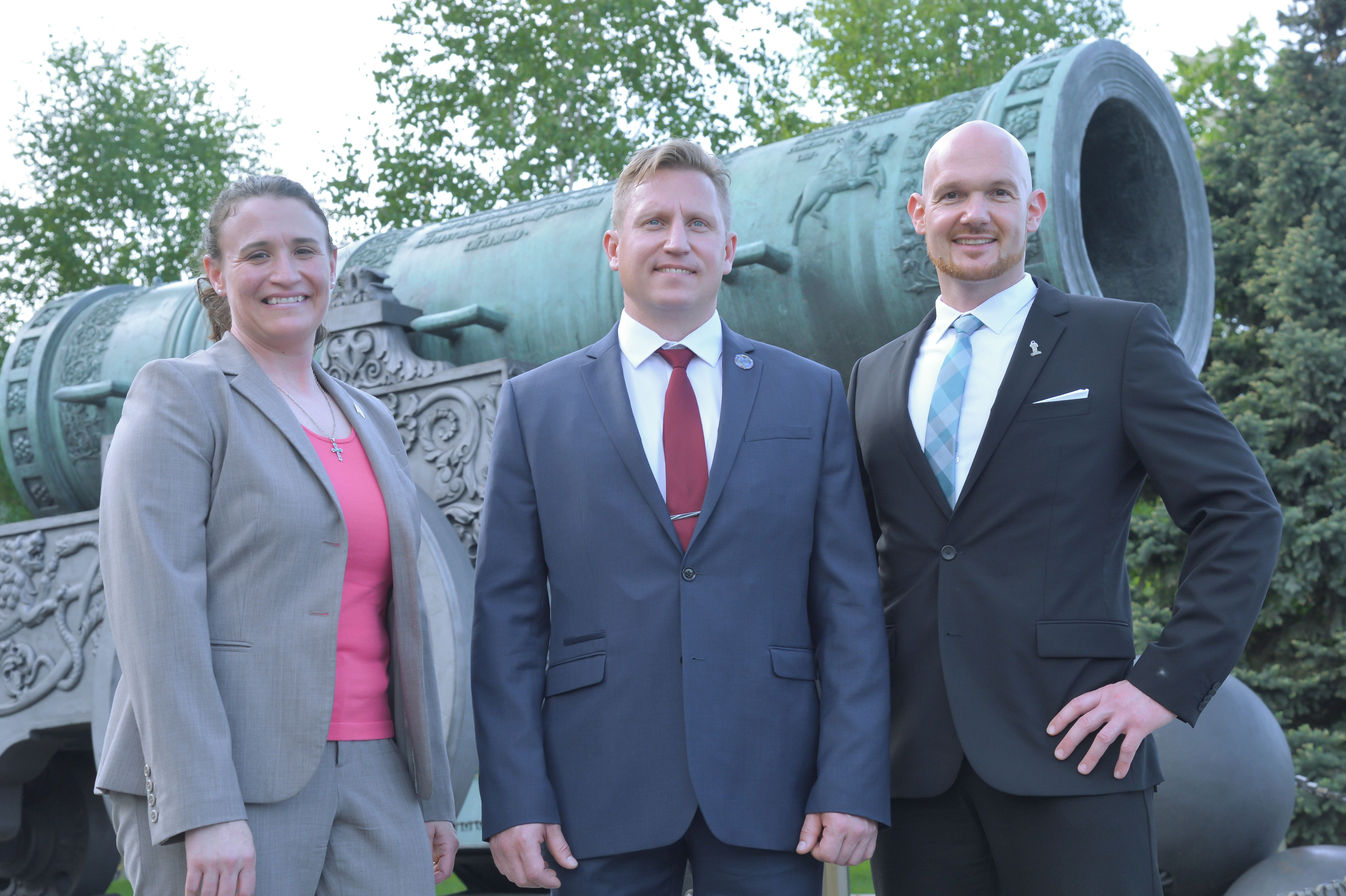
Em cerimônia pré-lançamento, a tripulação posa em frente ao Canhão do Tzar, no Kremlin.
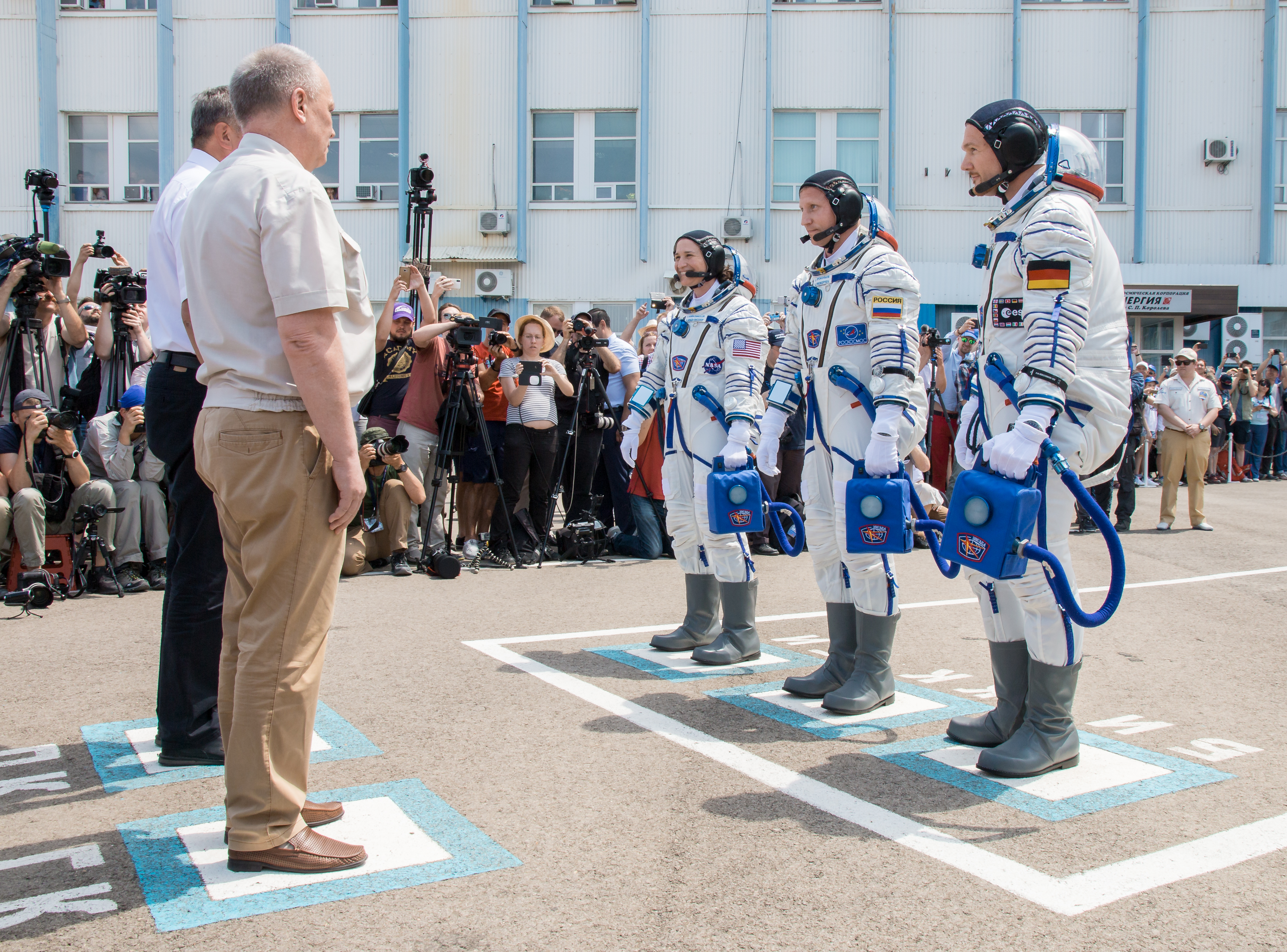
Tripulação se reporta aos diretores de voo antes do lançamento.
- Lançamento em Baikonur (vídeo).
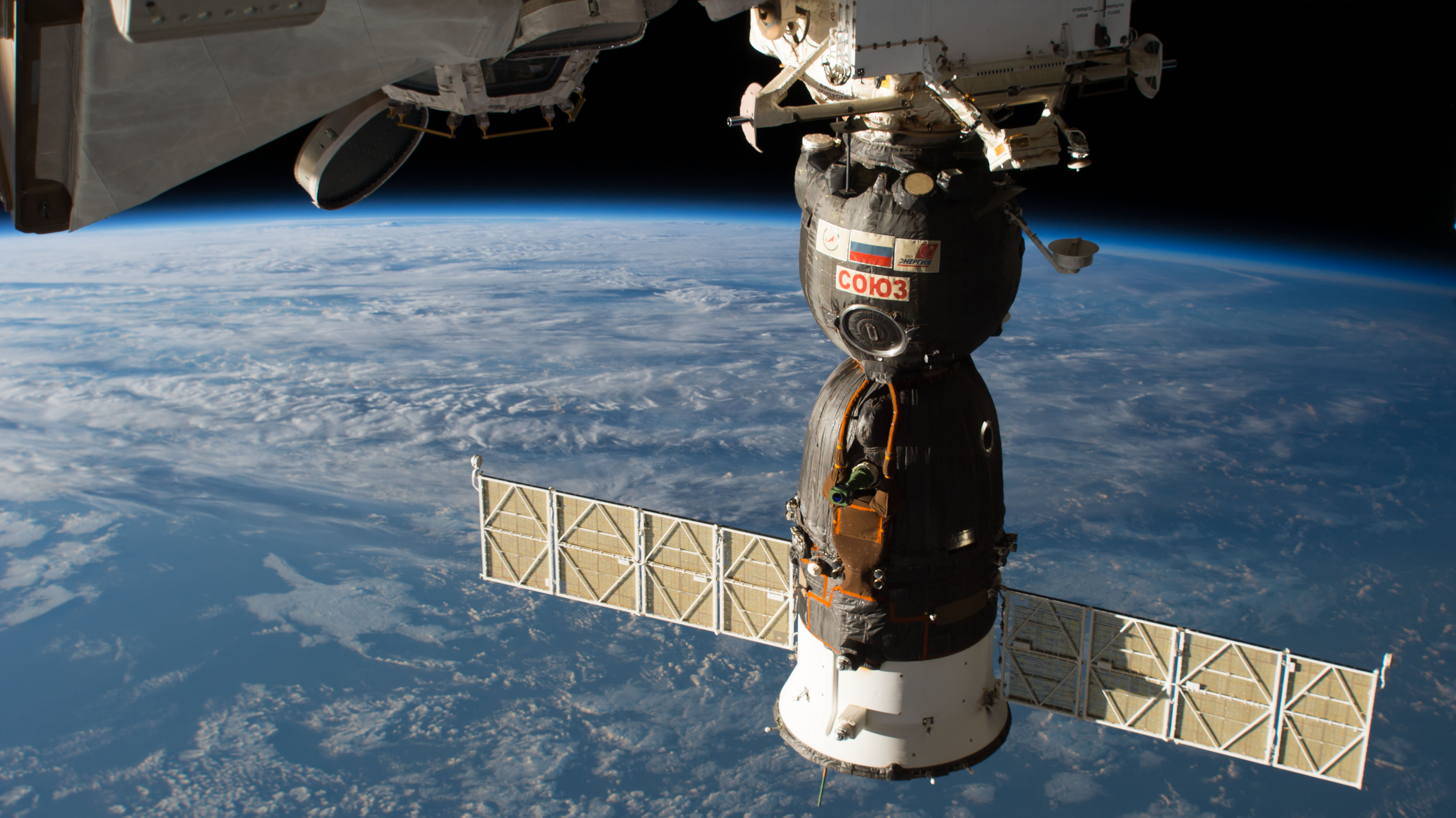
Acoplada à ISS, a nave sobrevoa o Pacífico Norte
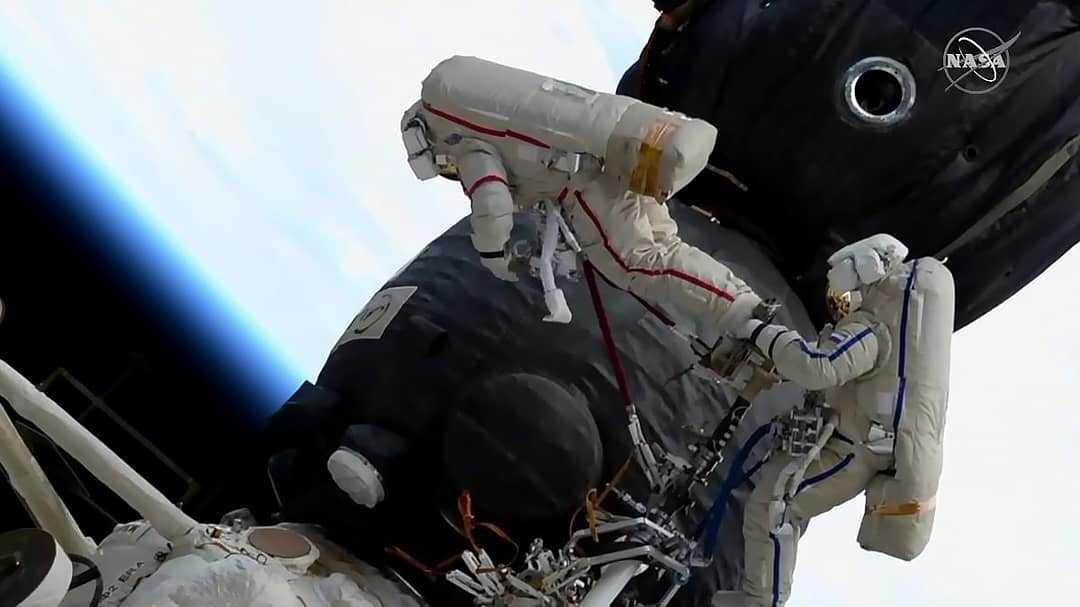
Kononenko e Prykopyev inspecionam o exterior da nave após a descoberta do furo.
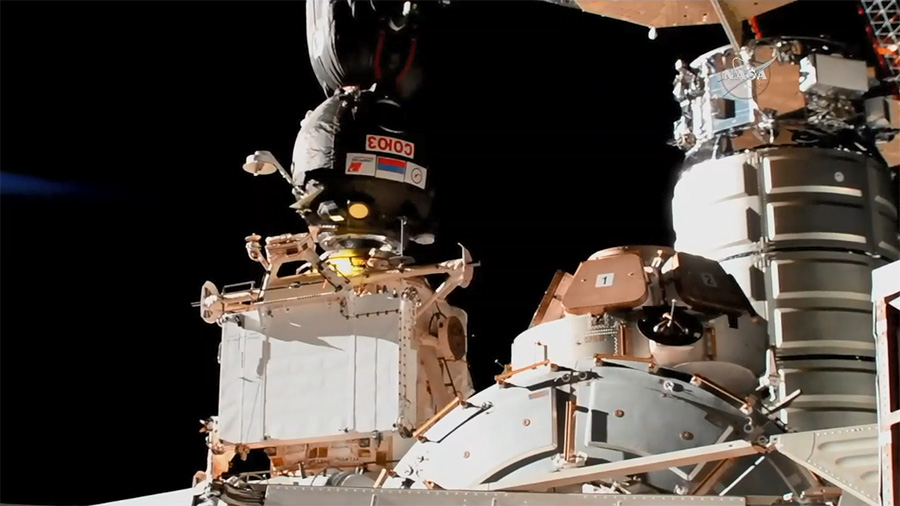
A MS-09 desacoplando da ISS e iniciando o retorno.